# Convocazioni alla Coppa panamericana maschile di pallavolo 2016
Elenco dei giocatori convocati per la Coppa panamericana 2016.

## Argentina
| N° | Nome             | Ruolo | Data di nascita   | Squadra          |
| -- | ---------------- | ----- | ----------------- | ---------------- |
| -  | Camilo Soto      | All.  | 25 giugno 1975    | Gigantes del Sur |
| 1  | Matías Sánchez   | P     | 20 settembre 1996 | Obras Sanitarias |
| 2  | Brian Melgarejo  | S     | 28 marzo 1995     | Ciudad           |
| 3  | Jan Martínez     | S     | 28 gennaio 1998   | Ciudad           |
| 4  | Fabián Flores    | C     | 25 maggio 1991    | UNTreF           |
| 6  | Edgar Vieira     | C     | 8 febbraio 1995   | UNTreF           |
| 8  | Gaspar Bitar     | P     | 19 novembre 1995  | Ciudad           |
| 9  | Santiago Danani  | L     | 12 dicembre 1995  | Obras Sanitarias |
| 10 | Nicolás Lazo     | S     | 16 aprile 1995    | UPCN             |
| 12 | Bruno Lima       | O     | 4 febbraio 1996   | Obras Sanitarias |
| 16 | Germán Johansen  | O     | 2 settembre 1995  | UNTreF           |
| 18 | Felipe Benavídez | S     | 31 gennaio 1997   | Club de Amigos   |
| 19 | Joaquín Gallego  | C     | 21 novembre 1996  | Bolívar          |

## Canada
| N° | Nome              | Ruolo | Data di nascita   | Squadra            |
| -- | ----------------- | ----- | ----------------- | ------------------ |
| -  | Georges Laplante  | All.  | -                 | -                  |
| 3  | Joshua Mckay      | P     | 14 gennaio 1994   | Winnipeg           |
| 4  | Jordan Or         | L     | 18 giugno 1992    | -                  |
| 5  | Bradley Gunter    | O     | 5 dicembre 1993   | Thompson Rivers    |
| 6  | Casey Knight      | O     | 1º settembre 1992 | -                  |
| 7  | Braden McLean     | C     | 22 maggio 1991    | Linköpings         |
| 11 | Blake Scheerhoorn | S     | 6 gennaio 1995    | Trinity Western    |
| 13 | Ryley Barnes      | S     | 11 ottobre 1993   | Alberta            |
| 14 | Max Burt          | C     | 25 luglio 1988    | Nantes             |
| 16 | Jason DeRocco     | S     | 19 settembre 1989 | Jastrzębski Węgiel |
| 17 | Marc Wilson       | C     | 10 dicembre 1991  | -                  |
| 20 | Stephen Maar      | S     | 6 dicembre 1994   | McMaster           |
| 23 | Bryan Duquette    | L     | 15 novembre 1991  | -                  |
| 24 | Lucas Van Berkel  | C     | 29 novembre 1991  | Příbram            |
| 25 | Brett Walsh       | P     | 19 febbraio 1994  | Alberta            |

## Cile
| N° | Nome                | Ruolo | Data di nascita   | Squadra             |
| -- | ------------------- | ----- | ----------------- | ------------------- |
| -  | Daniel Nejamkin     | All.  | -                 | -                   |
| 1  | Simón Guerra        | C     | 19 gennaio 1996   | Alianza Jesús María |
| 2  | Aarón Reyes         | L     | 22 luglio 1986    | Providencia         |
| 3  | Gabriel Araya       | C     | 11 giugno 1995    | Linares             |
| 4  | Tomás Parraguirre   | O     | 1º marzo 1991     | St. Thomas Morus    |
| 5  | Matías Parraguirre  | S     | 2 luglio 1987     | St. Thomas Morus    |
| 6  | Rafael Grimalt      | P     | 15 settembre 1986 | Linares             |
| 7  | Cristopher Baeza    | S     | 21 dicembre 1995  | Linares             |
| 8  | Dusan Bader         | C     | 16 novembre 1991  | St. Thomas Morus    |
| 9  | Dušan Bonačić       | S     | 19 luglio 1995    | Ciudad              |
| 11 | Vicente Parraguirre | S     | 14 ottobre 1994   | Laval               |
| 14 | Estebán Villarreal  | P     | 1º agosto 1997    | Lugano              |
| 15 | Sebastián Castillo  | L     | 19 novembre 1995  | Linares             |
| 16 | Sebastián Díaz      | O     | 25 maggio 1999    | -                   |
| 19 | Matías Banda        | P     | 5 settembre 1995  | Linares             |

## Colombia
| N° | Nome                | Ruolo | Data di nascita   | Squadra           |
| -- | ------------------- | ----- | ----------------- | ----------------- |
| -  | Percy Oncken        | All.  | 10 novembre 1960  | -                 |
| 1  | Ronald Jiménez      | O     | 9 gennaio 1990    | Chaumont          |
| 3  | Jeison Morelos      | S     | 20 agosto 1996    | Bolívar           |
| 5  | Iván Hurtado        | S     | 23 settembre 1986 | Valle del Cauca   |
| 6  | José García         | L     | 15 maggio 1992    | Valle del Cauca   |
| 7  | Andrés Piza         | S     | 8 marzo 1991      | Īraklīs Salonicco |
| 9  | Juan Moreno         | O     | 11 novembre 1997  | Antioquia         |
| 10 | José Polchlopek     | P     | 11 agosto 1995    | Bolívar           |
| 11 | Carlos Mosquera     | C     | 1º luglio 1991    | Valle del Cauca   |
| 12 | Cristian Palacios   | C     | 21 marzo 1993     | Cáceres           |
| 13 | Juan Camilo Ambuila | P     | 11 giugno 1992    | Orestiada         |
| 15 | William Lucumi      | S     | 2 giugno 1994     | Valle del Cauca   |
| 16 | Renzo Mendoza       | C     | 8 aprile 1994     | Bolívar           |
| 18 | David Rentería      | S     | 3 marzo 1995      | Valle del Cauca   |
| 19 | Victor Ruiz         | L     | 18 ottobre 1991   | Valle del Cauca   |

## Costa Rica
| N° | Nome               | Ruolo | Data di nascita   | Squadra  |
| -- | ------------------ | ----- | ----------------- | -------- |
| -  | César Salas        | All.  | -                 | -        |
| 1  | Carlos Quesada     | P     | 25 settembre 1992 | UNED     |
| 3  | José Pablo Acuña   | L     | 11 ottobre 1988   | San José |
| 4  | Alberto Blanco     | S     | 14 luglio 1993    | San José |
| 7  | Estebán Araya      | O     | 1º luglio 1985    | San José |
| 9  | Cesar Gómez        | O     | 30 gennaio 1996   | Atenas   |
| 10 | Javier Álvarez     | C     | 9 marzo 1993      | San José |
| 12 | Andrés Araya       | P     | 7 ottobre 1995    | San José |
| 13 | Hugo Rodríguez     | C     | 18 agosto 1989    | Miramar  |
| 19 | Andrés Flores      | L     | 3 novembre 1993   | San José |
| 22 | Julio Álvarez      | S     | 19 agosto 1990    | Cartago  |
| 23 | Luis Antonio López | C     | 17 ottobre 1993   | San José |
| 25 | Cristopher Arias   | S     | 11 giugno 1993    | San José |

## Cuba
| N° | Nome              | Ruolo | Data di nascita  | Squadra          |
| -- | ----------------- | ----- | ---------------- | ---------------- |
| -  | Rodolfo Sánchez   | All.  | -                | -                |
| 3  | Ricardo Calvo     | P     | 2 ottobre 1996   | Villa Clara      |
| 6  | Osniel Rendón     | O     | 26 ottobre 1996  | Matanzas         |
| 7  | Yonder García     | L     | 26 febbraio 1993 | Ciudad Habana    |
| 9  | Liván Osoria      | C     | 5 febbraio 1994  | Obras Sanitarias |
| 10 | Darien Ferrer     | C     | 31 ottobre 1982  | Santiago de Cuba |
| 12 | Abrahan Alfonso   | S     | 23 febbraio 1995 | Ciudad Habana    |
| 13 | Mario Rivera      | S     | 26 ottobre 1982  | Pinar del Río    |
| 15 | Dariel Albo       | O     | 17 gennaio 1992  | Ciudad Habana    |
| 16 | Luis Sosa         | C     | 18 maggio 1995   | Ciudad Habana    |
| 19 | Javier Concepción | C     | 27 dicembre 1997 | Ciudad Habana    |
| 21 | Adrián Goide      | P     | 26 giugno 1998   | Sancti Spíritus  |
| 22 | Osniel Melgarejo  | S     | 18 dicembre 1997 | Sancti Spíritus  |

## Honduras
| N° | Nome                | Ruolo | Data di nascita   | Squadra    |
| -- | ------------------- | ----- | ----------------- | ---------- |
| -  | Marvin Ulloa        | All.  | -                 | -          |
| 1  | Cristobal Maradiaga | P     | 5 novembre 1994   | Casa Campo |
| 2  | Luis Membreño       | P     | 19 aprile 1987    | Casa Campo |
| 3  | Walter Brown        | C     | 26 febbraio 1995  | Casa Campo |
| 5  | Frank Alley         | S     | 22 dicembre 1993  | Car Logic  |
| 6  | Luis Matamoros      | C     | 15 aprile 1988    | Casa Campo |
| 7  | Wilfredo López      | O     | 1º settembre 1987 | Car Logic  |
| 8  | Luis Salgado        | S     | 19 gennaio 1981   | Casa Campo |
| 9  | Julio Calleja       | L     | 26 agosto 1987    | Car Logic  |
| 10 | Jorge Rivera        | O     | 13 agosto 1991    | Galaxy     |
| 13 | German Moreira      | S     | 16 luglio 1996    | Car Logic  |
| 15 | Winston Cambell     | C     | 18 agosto 1991    | Car Logic  |
| 16 | Marvin Ulloa        | S     | 16 agosto 1991    | Car Logic  |

## Messico
| N° | Nome            | Ruolo | Data di nascita   | Squadra              |
| -- | --------------- | ----- | ----------------- | -------------------- |
| -  | Jorge Azair     | All.  | -                 | -                    |
| 1  | Daniel Vargas   | O     | 1º settembre 1986 | Raision Loimu        |
| 2  | Iván Márquez    | C     | 2 gennaio 1992    | Tigres UANL          |
| 4  | Gonzalo Ruiz    | S     | 28 aprile 1988    | Ferrocarrileros IMSS |
| 5  | Jesús Rangel    | L     | 20 settembre 1980 | Halcones DF          |
| 6  | Jesús Perales   | P     | 22 dicembre 1993  | Virtus Guanajuato    |
| 7  | Jorge Quiñones  | S     | 13 novembre 1981  | Virtus Guanajuato    |
| 10 | Pedro Rangel    | P     | 16 settembre 1988 | -                    |
| 11 | Jorge Barajas   | S     | 7 maggio 1991     | Tigres UANL          |
| 13 | Samuel Córdova  | C     | 13 marzo 1989     | Baja California      |
| 14 | Tomás Aguilera  | C     | 15 novembre 1988  | -                    |
| 17 | Néstor Orellana | O     | 7 gennaio 1992    | Tigres UANL          |
| 19 | José Mendoza    | L     | 31 maggio 1993    | Jalisco              |
| 20 | Julián Duarte   | S     | 19 giugno 1994    | Tigres UANL          |
| 21 | José Martínez   | C     | 23 gennaio 1993   | Virtus Guanajuato    |

## Rep. Dominicana
| N° | Nome                  | Ruolo | Data di nascita  | Squadra            |
| -- | --------------------- | ----- | ---------------- | ------------------ |
| -  | Loren Rodríguez       | All.  | -                | -                  |
| 1  | Henry Tapia           | O     | 1º marzo 1992    | Santiago Rodríguez |
| 2  | César Alcántara       | P     | 15 novembre 1990 | -                  |
| 4  | Wilfrido Hernández    | C     | 8 dicembre 1990  | -                  |
| 5  | Enger Miéses          | L     | 1º dicembre 1995 | -                  |
| 7  | Mario Frías           | C     | 20 agosto 1994   | -                  |
| 8  | Henry López           | S     | 9 dicembre 1994  | -                  |
| 9  | Pedro García          | O     | 27 novembre 1990 | Halat              |
| 12 | Francisco Arredondo   | P     | 1º ottobre 1996  | -                  |
| 13 | Jonathan Mercedes     | S     | 18 agosto 1989   | -                  |
| 14 | Felix Romero          | C     | 2 maggio 1995    | -                  |
| 16 | César Díaz            | S     | 10 ottobre 1995  | -                  |
| 18 | Luis Rafael Rodríguez | O     | 17 novembre 1995 | -                  |

## Stati Uniti
| N° | Nome               | Ruolo | Data di nascita   | Squadra        |
| -- | ------------------ | ----- | ----------------- | -------------- |
| -  | Ronald Larsen      | All.  | -                 | Loyola Chicago |
| 1  | Jake Langlois      | S     | 14 maggio 1992    | Brigham Young  |
| 2  | Gregory Petty      | S     | 5 giugno 1993     | LEKA           |
| 3  | Brenden Sander     | S     | 22 dicembre 1995  | Brigham Young  |
| 4  | Joshua Taylor      | S     | 28 maggio 1992    | LEKA           |
| 9  | Joshua Tuaniga     | P     | 18 marzo 1997     | CSU Long Beach |
| 10 | Peter Hutz         | P     | 1º giugno 1994    | Loyola Chicago |
| 12 | Kristopher Johnson | C     | 30 marzo 1990     | LEKA           |
| 15 | Carson Clark       | O     | 20 gennaio 1989   | -              |
| 17 | Jeffrey Jendryk    | C     | 15 settembre 1995 | Loyola Chicago |
| 19 | Taylor Averill     | C     | 5 marzo 1992      | Padova         |
| 23 | Torey DeFalco      | S     | 10 aprile 1997    | CSU Long Beach |
| 24 | Michael Brinkley   | L     | 15 ottobre 1992   | UC Irvine      |